# Bolesław Majski

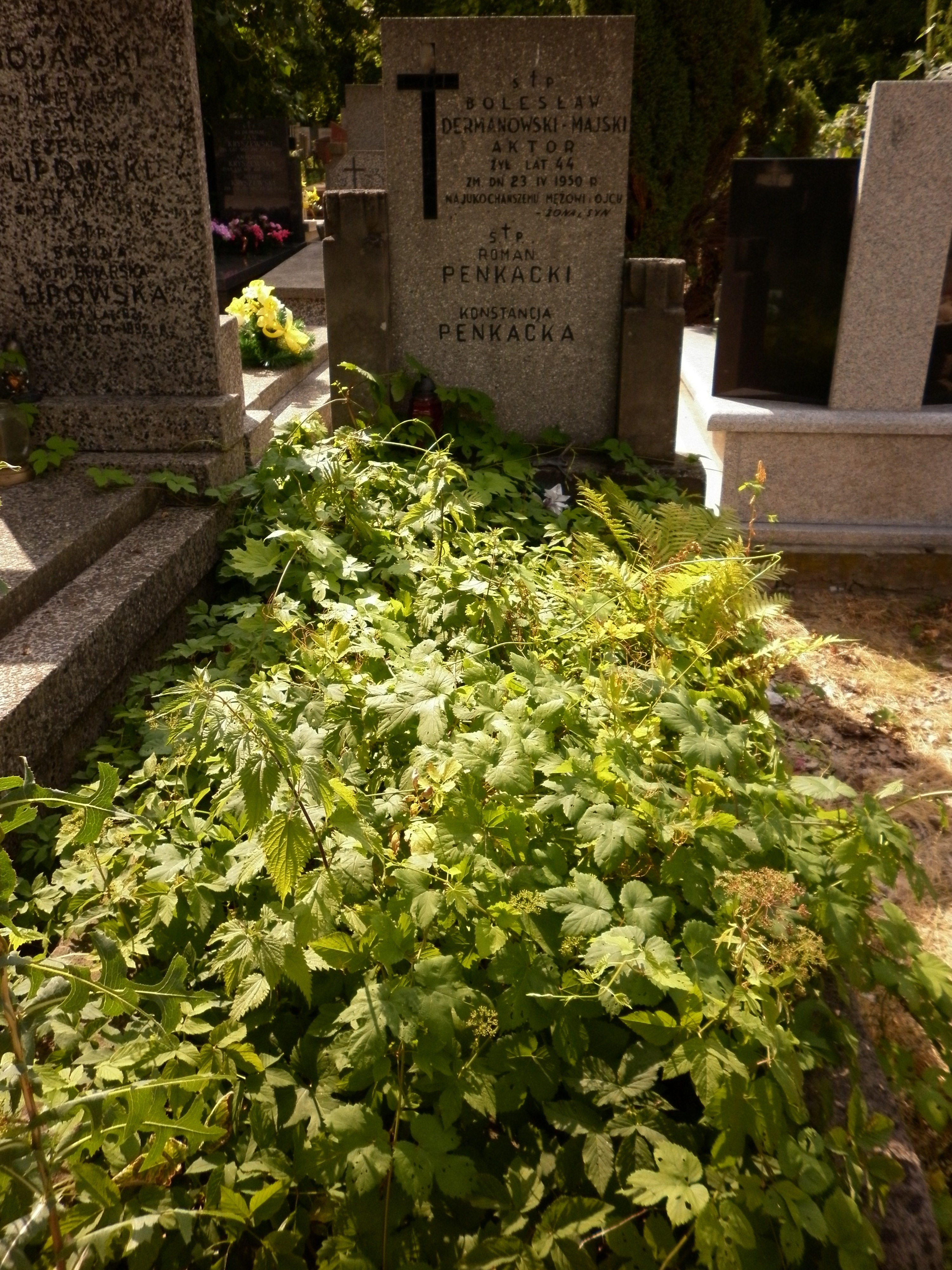
Grób Bolesława Dermanowskiego-Majskiego na cmentarzu Bródnowskim w Warszawie

Bolesław Majski, właśc. Bolesław Dermanowski (ur. 3 marca 1906, zm. 26 kwietnia 1950 w Warszawie) – polski aktor teatralny i piosenkarz.

## Życiorys
Podczas powstania warszawskiego walczył w stopniu podporucznika, używając pseudonimu Derma. 
Nie jest znany przebieg kariery Bolesława Majskiego przed 1948. Wiadomo, że od 1948 był związany z warszawskim Teatrem Syrena w Warszawie, a w sezonie 1948/1949 występował w teatrzyku satyrycznym Wróbelek Warszawski. Poza grą aktorską był również piosenkarzem. 
Zmarł w wieku 44 lat i spoczął na cmentarzu Bródnowskim w Warszawie (kw. 35E-III-26).